# إيجوريون
الإيجوريون جنباً إلى جنب مع الفوتيين هم السكان الأصليون لإنجريا. وبعض الأعداد الصغيرة مازالت موجودة في الجزء الغربي من إنجريا، بين
أنهار نهر نارفا ونهر نيفا شمال غرب روسيا.